# Tomomi Seo
Tomomi Seo (瀬尾 智美, Seo Tomomi) is een Japans voormalig voetbalster.

## Carrière
Seo speelde voor Tasaki-Shinju Kobe Ladies.
Seo maakte op 21 januari 1986 haar debuut in het Japans vrouwenvoetbalelftal tijdens een wedstrijd tegen India.

## Statistieken
| Japans vrouwenvoetbalelftal | Japans vrouwenvoetbalelftal | Japans vrouwenvoetbalelftal |
| Jaar                        | Wed.                        | Dlp.                        |
| --------------------------- | --------------------------- | --------------------------- |
| 1986                        | 1                           | 0                           |
| Totaal                      | 1                           | 0                           |